# Henri Larrivée
Pour les articles homonymes, voir Larrivée.
Henri Larrivée (né le 9 janvier 1737 à Lyon et mort le 7 août 1802) est un chanteur d'opéra français. Sa tessiture est basse-taille (équivalent à une voix de baryton).

## Biographie
D'après Fétis, Larrivée travaillait en tant qu'apprenti auprès d'un perruquier quand le directeur de l'Opéra de Paris, Rebel, repéra son talent pour le chant et l'engagea dans les chœurs. Il fait sa première apparition en tant que soliste en 1755 dans une reprise de Castor et Pollux de Rameau. Il est particulièrement associé aux œuvres de Christoph Willibald Gluck, l'aidant  à établir sa réforme de l'opéra en France. Il trouvait le rival de Gluck, Niccolò Piccinni, moins sympathique mais a tout de même travaillé avec lui sur la création de plusieurs opéras, dont Roland (1778).
Après avoir obtenu une rente en 1779, il se retire de l'Académie royale de musique en 1786 et consacre la plupart de son temps à s'occuper de ses deux filles (qui jouaient de la harpe et du violon).
L'écrivain Émile Campardon a décrit Larrivée ainsi : « L'artiste, qui avait tout - une bonne figure, une grande variété, une voix souple, et un jeu à la fois naturel et intelligent - a bien mérité les applaudissements qu'il a reçu au cours d'une carrière de plus de trente ans. Presque chaque nouvelle œuvre dans laquelle il apparaissait était un succès. ». Fétis affirme que Larrivée avait une tendance à chanter en nasal sur les notes aigües et cite un bon mot d'un membre du public : « Voilà un nez qui a une belle voix! ».
Larrivée était marié à la soprano Marie Jeanne Larrivée, née Lemière (1733-1786).

## Rôles créés
Larrivée a été le premier chanteur à interpréter les rôles suivants :
- Apollon dans Les Surprises de l'amour (Rameau, 1757)
- Le Roi dans Énée et Lavinie (Dauvergne, 1758)
- Orcan dans Les Paladins (Rameau, 1760)
- Le Druide dans Le prince de Noisy (Rebel et Francœur, 1760)
- Philoctète et La Jalousie dans Hercule mourant (Dauvergne, 1761)
- La Jalousie dans Polyxène (Dauvergne, 1763)
- Saint-Phar dans Aline, reine de Golconde (Monsigny, 1766)
- Vulcain dans Sylvie (Lagarde, 1766)
- Dorilas dans Théonis ou le toucher (Acte 2 des Fragments nouveaux, de Berton et Trial, 1767)
- Le Chef des sauvages dans Amphion (Acte 3 des Fragments nouveaux, de La Borde, 1767)
- Ricimer dans Ernelinde, princesse de Norvège (Philidor, 1767)
- Zerbin dans La Vénitienne (Dauvergne, 1768)
- Alcide dans Omphale (Jean-Baptiste Cardonne, 1769)
- Thémistée dans Ismène et Isménias (La Borde, 1770)
- Germain dans La cinquantaine (La Borde, 1771)
- Mars dans Le prix de la valeur (Dauvergne, 1771)
- Guillaume dans Adèle de Ponthieu (La Borde et Berton, 1772)
- Théophile (deuxième entrée)/Un vieil homme (troisième entrée) dans L'union de l'amour et des arts (Floquet, 1773)
- Sabinus dans Sabinus (Gossec, 1773)
- Céphale dans Céphale et Procris (Grétry, 1773)
- Agamemnon dans Iphigénie en Aulide (Gluck, 1774)
- Alcindor dans Azolan (Floquet, 1774)
- Philémon dans Philémon et Baucis (Gossec, 1775)
- Hercule dans Alceste (Gluck, 1776)
- Eutyme dans Eutyme et Lyris (Léopold-Bastien Desormery, 1776)
- Ubalde dans Armide (Gluck, 1777)
- Roland dans Roland (Piccinni, 1778)
- Oreste dans Iphigénie en Tauride (Gluck, 1779)
- Célœnus dans Atys (Piccinni, 1780)
- Oreste dans Andromaque (Grétry, 1780)
- Phinée dans Persée (Philidor, 1780)
- Julien dans Le seigneur bienfaisant (Floquet, 1780)
- Oreste dans Iphigénie en Tauride (Piccinni, 1781)
- Le Comte de Ponthieu dans Adèle de Ponthieu (Piccinni, 1781)
- Égée dans Thésée (Gossec, 1782)
- Oreste dans Électre (Lemoyne, 1782)
- Chrysante dans L'embarras des richesses (Grétry, 1782)
- Porus dans Alexandre aux Indes (Nicolas-Jean Lefroid de Méreaux, 1783)
- Iarbe dans Didon (Piccinni, 1783)
- Florestan dans La caravane du Caire (Grétry, 1784)
- Danaüs dans Les Danaïdes (Salieri, 1784)
- Teucer dans Dardanus (Sacchini, 1784
- Ulysse dans Pénélope (Piccinni, 1785)

Larrivée aurait aussi dû jouer le rôle d'Arcalaüs dans Amadis de Gaule de Johann Christian Bach mais a été forcé de se retirer pour des raisons de santé.